# Mathias Sorgho
Mathias Sorgho   (Ouagadougou, 11 de setembre de 1987) és un ciclista burkinès. En el seu palmarès destaquen diverses curses d'una setmana africanes, com el Tour du Benín, el Tour de Togo o el Tour de Faso, però també el Campionat de Burkina Faso de ciclisme en ruta del 2017.

## Palmarès
- 2015
  - 1r al Tour de Benín i vencedor d'una etapa
- 2016
  - 1r al Tour de Togo i vencedor d'una etapa
  - 1r al Tour de Benín
  - Vencedor d'una etapa al Tour de Faso
- 2017
  -  Campió de Burkina Faso en ruta
  - Vencedor d'una etapa al Tour du Benín
- 2018
  - 1r al Tour de Faso i vencedor d'una etapa
  - 1r al Gran Premi de les Caisses Populaires
  - Vencedor d'una etapa al Tour de la República Democràtica del Congo
- 2019
  - 1r al Gran Premi Excellence Hôtel
  - Vencedor d'una etapa al Tour de la República Democràtica del Congo
  - Vencedor d'una etapa al Tour de la Costa d'Ivori
  - Vencedor d'una etapa al Tour de Faso